# 毛蕴诗
毛蕴诗（1945年—），汉族，中华人民共和国政治人物、第十一届全国政协委员。
加入中国民主建国会，担任中山大学企业管理体制研究所所长。2008年，当选第十一届全国政协委员，代表经济界，分入第三十六组。